# Condylonucula
Condylonucula is een geslacht van tweekleppigen uit de  familie van de Nuculidae.

## Soorten
- Condylonucula bicornis (Gofas & Salas, 1996)
- Condylonucula cynthiae D. R. Moore, 1977
- Condylonucula maya D. R. Moore, 1977